# Granaglione
Granaglione is een voormalige gemeente en municipio in de Italiaanse metropolitane stad Bologna (regio Emilia-Romagna) en telt 2257 inwoners (31-12-2004). De oppervlakte bedraagt 39,6 km², de bevolkingsdichtheid is 54 inwoners per km². Granaglione ging samen met buurgemeente Porretta Terme op 1 januari 2016 op in de fusiegemeente Alto Reno Terme.

## Demografie
Granaglione telt ongeveer 1097 huishoudens. Het aantal inwoners steeg in de periode 1991-2001 met 2,6% volgens cijfers uit de tienjaarlijkse volkstellingen van ISTAT.

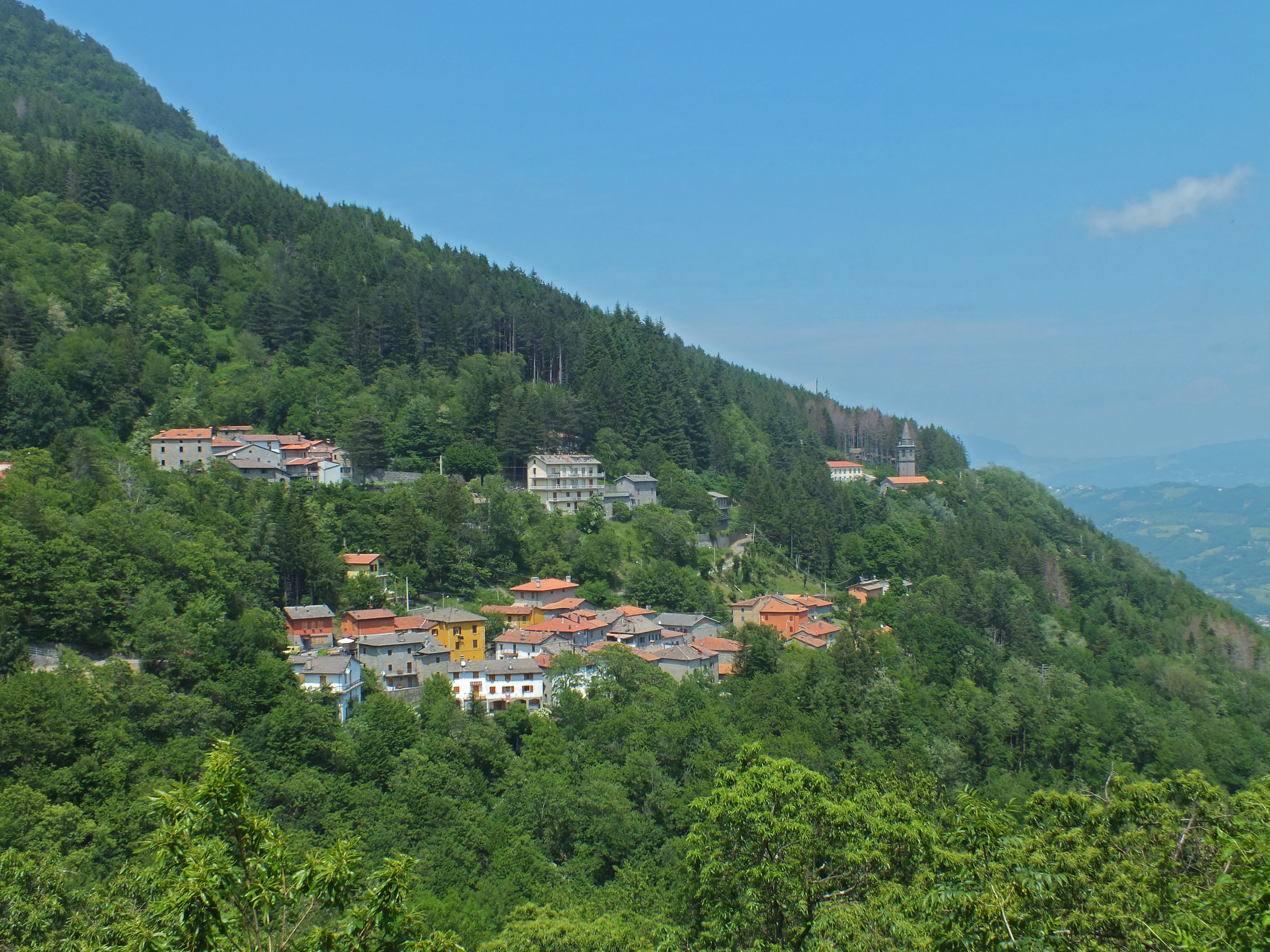
Uitzicht over Granaglione

| Jaar | Inwoneraantal |
| ---- | ------------- |
| 1991 | 2063          |
| 2001 | 2116          |

## Geografie
De municipio ligt op ongeveer 493 meter boven zeeniveau.
Granaglione grenst aan de volgende gemeenten: Castel di Casio, Pistoia (PT), Sambuca Pistoiese (PT).
- Gemeinsame Normdatei: 4615851-0
- Nationale Bibliotheek van Israël: 987007496630405171
- Virtual International Authority File: 139753496